# Metro Lucknow
Die Metro Lucknow ist die U-Bahn von Lucknow im indischen Bundesstaat Uttar Pradesh. Sie gehört der Uttar Pradesh Metro Rail Corporation und wird von ihr betrieben. Der Bau der Strecke begann am 27. September 2014 mit dem 8,5 km langen Abschnitt von Transport Nagar zur Charbagh Railway Station, die am 5. September 2017 ihren kommerziellen Betrieb aufnahm.

## Geschichte
Der ursprüngliche Entwurf des U-Bahn-Projekts sah einen Nord-Süd- und einen Ost-West-Korridor mit Verbindungen durch Gomti Nagar vor. Die geschätzten Kosten für den Nord-Süd-Korridor betrugen 54,13 Milliarden Indische Rupien, 36,11 Milliarden Rupien für den Ost-West-Korridor und 4,95 Milliarden Rupien für die Verbindung über Gomti Nagar. Der ursprüngliche Verlauf des Ost-West-Korridors begann in Rajajipuram und endete bei Hahnemann, nachdem er über Hazratganj  und Patrakarpuram durch Gomti Nagar geführt hatte, eine Strecke von 14 km. Im Jahr 2010 wurde das Design jedoch geändert, sodass der Korridor in Vasant Kunj begann und in Charbagh endete, eine Verkürzung auf 13 km.
Der Entwurf des Nord-Süd-Korridors umfasste zwei oberirdische Abschnitte mit einer Gesamtlänge von 19 km, die durch einen 3 km langen Tunnel verbunden sind. Die Länge der Rampen zwischen den erhöhten und unterirdischen Abschnitten würde insgesamt 0,8 km betragen. Nach seiner Fertigstellung sollte sich der Korridor über eine Gesamtstrecke von 23 km erstrecken und den Flughafen Amausi mit Munshipulia verbinden. Die Passagiere sollten von insgesamt 22 Stationen bedient werden, davon 19 erhöht und 3 unter der Erde. Hochbahnhöfe sollten sich am Chaudhary Charan Singh International Airport, Amausi, Transport Nagar, Krishna Nagar, Singar Nagar, Alambagh, Alambagh ISBT, Mawaiya, Durgapuri und Charbagh befinden. Nach der Station Charbagh wäre die Linie unterirdisch verlaufen, wo sich die Stationen Hussain Ganj, Sachivalaya und Hazratganj befinden sollten. Die Linie sollte dann oberirdisch zu den verbleibenden Stationen des Korridors zurückkehren: KD Singh Babu Stadium, Lucknow University, IT College, Badshahnagar, Lekhraj Market, Ramsagar Mishra Nagar, Indira Nagar und die Endstation bei Munshi Pulia.
Die U-Bahn-Züge könnten Geschwindigkeiten von bis zu 90 km/h erreichen, die Reisegeschwindigkeit würde jedoch bei 34 km/h für den Nord-Süd-Korridor und 32 km/h für den Ost-West-Korridor liegen. Ursprünglich sollten die U-Bahnen in einem von zwei Depots untergebracht werden, einem 20 Hektar großen Depot in Vasant Kunj und einem weiteren am Flughafen. Aus Sicherheitsgründen wurde das Flughafendepot jedoch aus dem Plan gestrichen.
Im Jahr 2013 führte ein vom Ministerium für Wohnungsbau und Stadtplanung der Regierung von Uttar Pradesh veröffentlichter Bericht zu wesentlichen Änderungen am U-Bahn-Projekt. Der Entwurf mit zwei Korridoren wurde verworfen und durch einen mit einem dichteren Verbindungsnetz ersetzt. Diese Überarbeitung führte dazu, dass die Streckenführung vollständig oberirdisch war und keine unterirdischen Abschnitte enthielt. Die größere Abdeckung der U-Bahn würde die Kosten des Projekts erhöhen, aber die Betriebskosten pro Kilometer senken. Die Reduzierung der Betriebskosten wird durch die unterschiedlichen Baukosten der Strecke selbst beeinflusst: Ein Kilometer oberirdische Strecke kostet 1,8 Milliarden Indische Rupien im Vergleich zu 5,5 Milliarden Indischen Rupien für eine U-Bahn-Strecke. Die unterirdische Bauweise warf auch Bedenken hinsichtlich der Sicherheit und des erhöhten Energieverbrauchs auf. Der Bericht schlug auch den Bau eines erhöhten Bus Rapid Transits als Zubringerdienst zur U-Bahn vor.

## Finanzierung
Über 50 % des U-Bahn-Projekts in Lucknow werden durch Auslandsschulden der Europäischen Investitionsbank finanziert. Die Metro Lucknow hat ihre eigene Betreibergesellschaft, die Lucknow Metro Rail Corporation, ist ein Special Purpose Vehicle (SPV) und ein 50:50-Joint-Venture, das von der Regierung Indiens und der Regierung von Uttar Pradesh gegründet wurde. Die LMRC hat ihren Hauptsitz in Vipin Khand, Gomti Nagar, Lucknow.

## Infrastruktur

### Rollmaterial

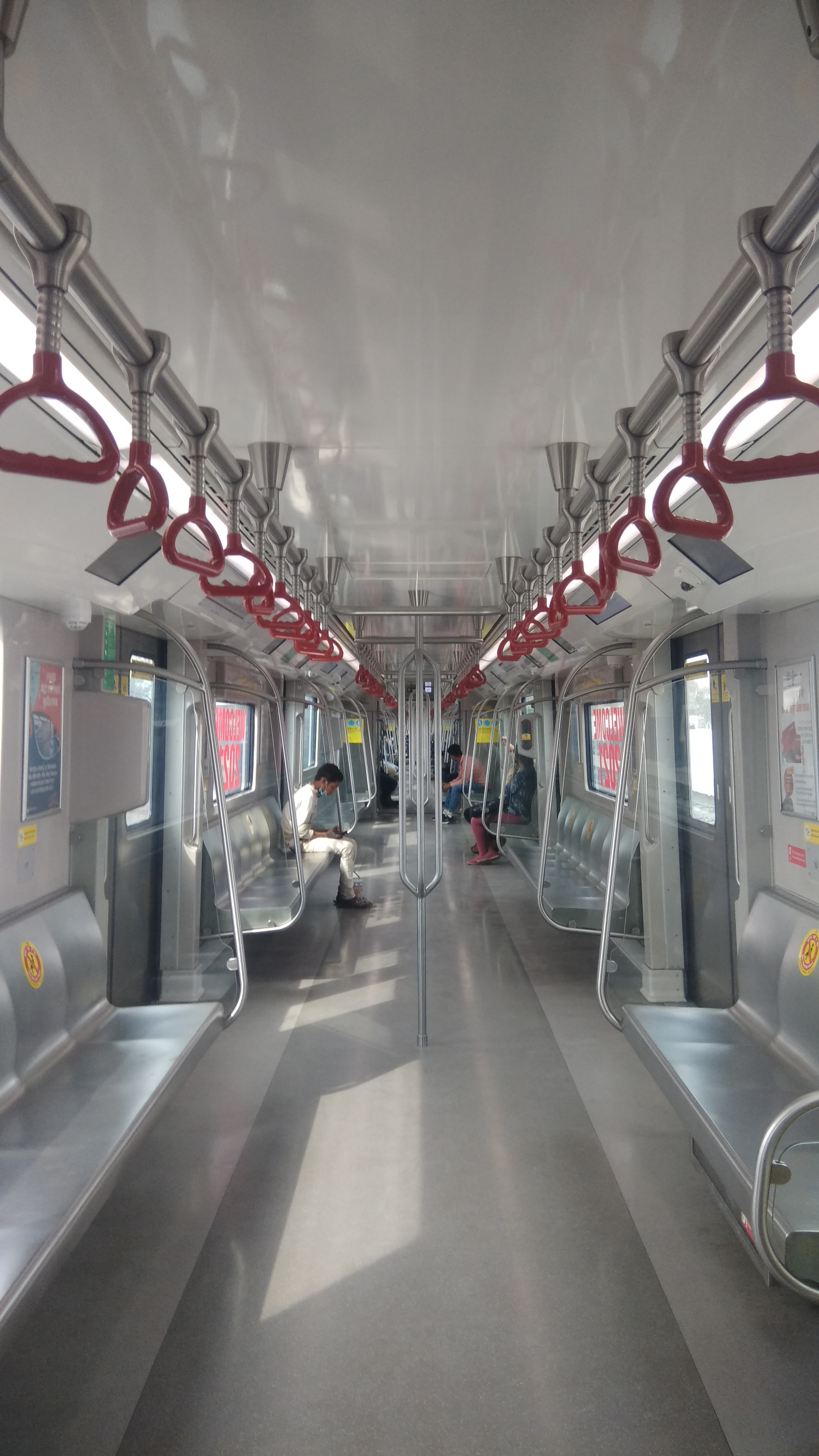
Innenansicht eines Wagens der Metro Lucknow

Am 5. Oktober 2015 erhielt Alstom einen Millionen-Auftrag für den Bau von 24 Elektrotriebzügen für die Phase 1A. basierend auf ihrem Metropolis-Design. Die Fahrzeuge sollen im Alstom-Werk in Sricity, Andhra Pradesh gebaut werden.

### Stationseinrichtungen

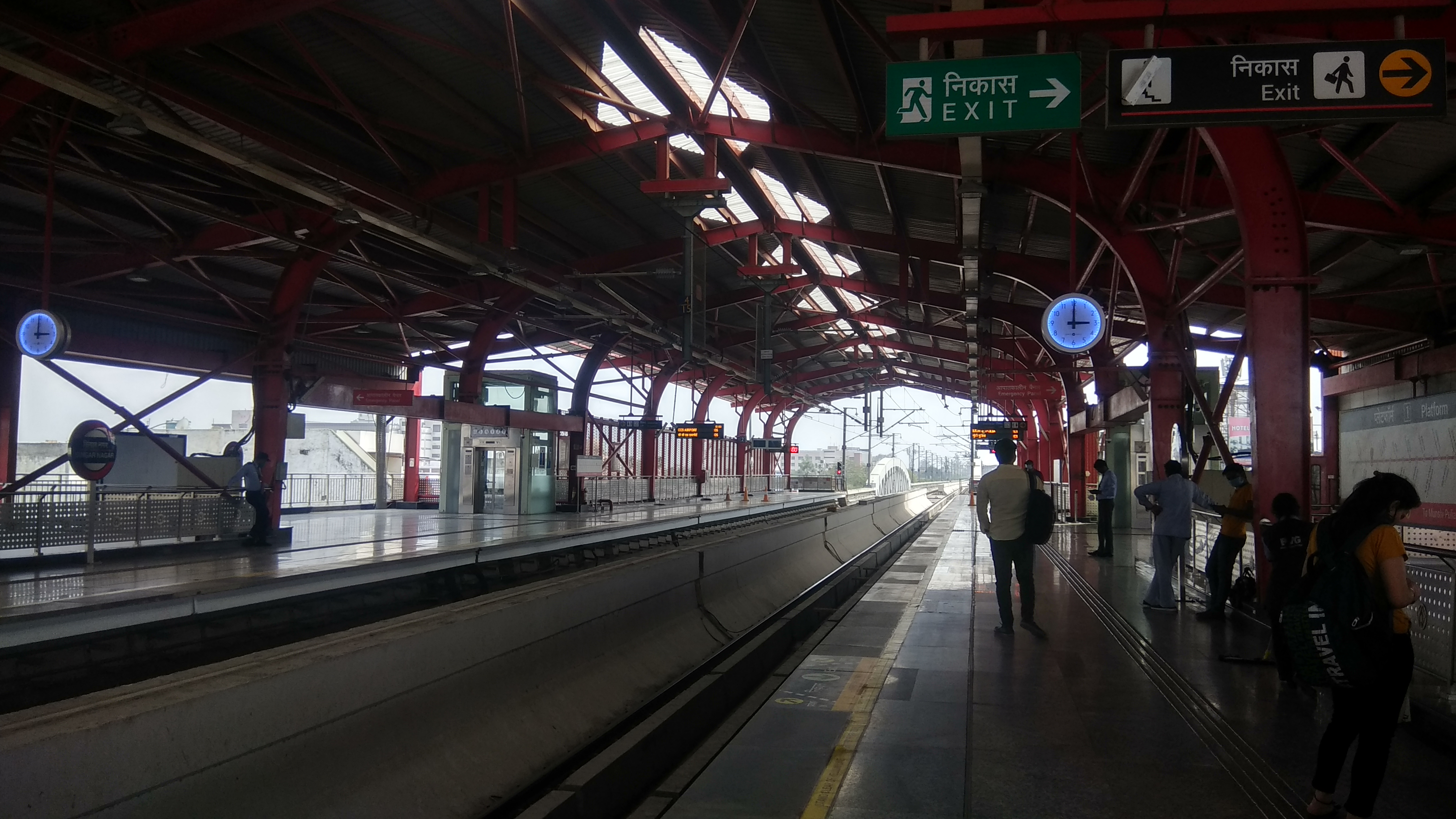
Ansicht des Bahnsteigs der Metro Lucknow (Bahnhof Singar Nagar)

WLAN ist an jeder Station verfügbar und für Smartcard-Inhaber ist der Zugang kostenlos. Zu den weiteren Dienstleistungen gehören kostenloses gereinigtes Trinkwasser und kostenlose Toiletten.
Der Nord-Süd-Korridor der Metro Lucknow nutzt ein automatisiertes Fahrpreiserfassungssystem von Datamatics.

## Sicherheit
Die Sicherheit der Metro Lucknow basiert auf einem Hybridmodell. Die Polizei, die zu diesem Zweck eine eigene Gruppe von 393 Mitarbeitern vom Provincial Armed Constabulary (PAC) zusammengestellt hat, sorgt für allgemeine Sicherheit.